# فوجي فلم

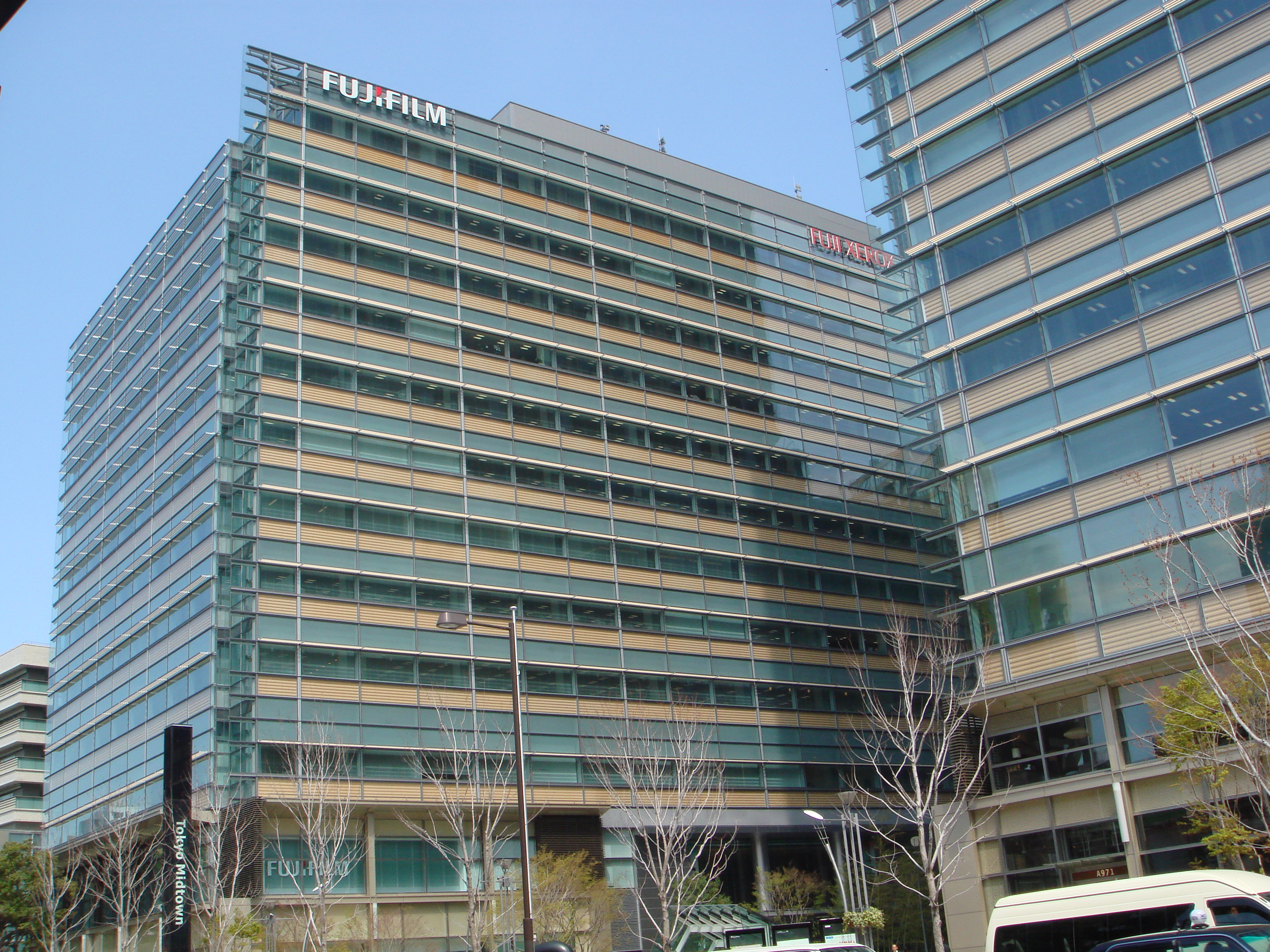
المقر الرئيسي في طوكيو ميدتاون.

شركة فوجي فيلم القابضة (باليابانية: 富士フイルム株式会社 فوجي فيلم كابوشكي كايشا
) والتي تعرف بشكل شائع باسم فوجي فيلم هي شركة يابانية تعرف بصناعة أدوات التصوير والكاميرات والتي يوجد مقرها في طوكيو ميدتاون في أكاساكا، ميناتو، طوكيو. يتبع لشركة فوجي فيلم 223 شركة فرعية لبحوث وتصنيع وتوزيع المنتجات، مع وجود معامل لها في آسيا وأوروبا والولايات المتحدة الأمريكية. كما أنها تنتج وسائط تخزين الكمبيوتر الاستهلاكية، مثل الأقراص المضغوطة وأقراص دي في دي والأقراص المرنة. ما يميز شركة فوجي فيلم هو اللون الأخضر الذي يطغى على صناديق منتاجتها وملابس موظفيها.

## تاريخ

### القرن العشرين
تأسست شركة Fuji Photo Film Co.، Ltd. في عام 1934 كفرع لشركة Daicel بهدف إنتاج فيلم فوتوغرافي. على مدار السنوات العشر التالية، أنتجت الشركة أفلامًا فوتوغرافية وأفلامًا متحركة وأفلام أشعة إكس. في الأربعينيات من القرن الماضي، دخلت Fuji Photo أسواق النظارات والعدسات والمعدات البصرية. بعد الحرب العالمية الثانية، تنوعت فوجي فوتو، حيث اخترقت المجالات الطبية (تشخيص الأشعة السينية) والطباعة والتصوير الإلكتروني والمواد المغناطيسية. في عام 1962، أطلقت شركة Fuji Photo و Rank Xerox المحدودة (الآن زيروكس المحدودة) ومقرها المملكة المتحدة Fuji Xerox Co.، Ltd. من خلال مشروع مشترك.
منذ منتصف الخمسينيات من القرن الماضي، سارعت شركة Fuji Photo في إنشاء قواعد مبيعات خارجية. في الثمانينيات، وسعت Fuji Photo إنتاجها وقواعدها الأخرى في الخارج، مما أدى إلى تسريع وتيرة عولمة أعمالها. وفي الوقت نفسه ، طورت Fuji Photo تقنيات رقمية لأعمالها المتعلقة بالصور والطبية والطباعة. ونتيجة لذلك، اخترع التصوير الشعاعي المحوسب (CR) ، والذي حل عددًا من قضايا التصوير الشعاعي التقليدي ، مما أدى إلى تقليل التعرض للإشعاع لكل من الفني والمريض. تم تسويق وبيع أنظمة Fujifilm تحت العلامة التجارية FCR.
مثل منافستها إيستمان كوداك التي هيمنت على الولايات المتحدة ، تمتعت فوجي فوتو بالاحتكار شبه الاحتكاري لفيلم الكاميرا في اليابان لفترة طويلة. من خلال أن تصبح أحد الرعاة الرئيسيين لـ أولمبياد لوس أنجلوس 1984 (وهي فرصة فوتتها كوداك)، وعرض فيلم كاميرا أرخص، وإنشاء مصنع أفلام في الولايات المتحدة ، اكتسبت فوجي حصة كبيرة في السوق هناك ، بينما حصلت كوداك على نجاح ضئيل في اختراق اليابان. في مايو 1995 ، قدمت Kodak التماسًا إلى وزارة التجارة الأمريكية بموجب المادة 301 من قانون التجارة بحجة أن أدائها السيئ في السوق اليابانية كان نتيجة مباشرة لممارسات غير عادلة تبنتها فوجي. تم تقديم الشكوى من قبل الولايات المتحدة إلى منظمة التجارة العالمية. في 30 يناير 1998 ، أعلنت منظمة التجارة العالمية عن «رفض شامل لشكاوى كوداك» بشأن سوق الأفلام في اليابان.

### القرن الحادي والعشرون
شهدت الألفية الجديدة انتشارًا سريعًا للتكنولوجيا الرقمية، وانخفض الطلب على أفلام التصوير الفوتوغرافي تماشيًا مع تزايد شعبية الكاميرات الرقمية. رداً على ذلك، نفذت Fuji Photo إصلاحات إدارية تهدف إلى إحداث تحول جذري في هياكل أعمالها. حتى في وقت مبكر من ثمانينيات القرن الماضي، توقعت الشركة التحول من الأفلام إلى الرقمية، لذلك «طورت إستراتيجية ثلاثية الأبعاد: لاستخراج أكبر قدر ممكن من الأموال من صناعة الأفلام، والاستعداد للتحول إلى الرقمي وإلى تطوير خطوط أعمال جديدة». في حين أدرك مصنعو الأفلام هذا التغيير الأساسي، تكيفت Fuji Photo مع هذا التحول بنجاح أكبر بكثير من Eastman Kodak (الذي قدم طلبًا للإفلاس في يناير 2012). كما نجحت جهود التنويع في Fuji Photo بينما فشلت Kodak ؛ علاوة على ذلك، أنشأت Kodak شركة كاميرات رقمية كبيرة ولكنها بالكاد مربحة تم التراجع عنها سريعًا بواسطة كاميرات الهواتف الذكية.
في 19 سبتمبر 2006، أعلنت Fujifilm عن خطط لتأسيس شركة قابضة ، ستصبح Fujifilm Holdings Corp. Fujifilm و Fuji Xerox شركات تابعة للشركة القابضة. أكد ممثل عن الشركة التزامها بالفيلم الذي يمثل 3٪ من المبيعات.

في 31 يناير 2018، أعلنت Fujifilm أنها ستستحوذ على 50.1٪ من الحصة المسيطرة في Xerox مقابل 6.1 مليار دولار أمريكي، والتي سيتم دمجها في أعمالها الحالية في  تم إسقاط الصفقة فيما بعد بعد تدخل المستثمرين الناشطين كارل إيكان وداروين ديسون. في أواخر عام 2019، أعلنت فوجي فيلم عن استحواذها على حصة زيروكس البالغة 25٪ في المشروع المشترك البالغ من العمر 57 عامًا، فوجي زيروكس. في ديسمبر 2019 ، استحوذت Fujifilm على شركة هيتاشي للتصوير التشخيصي مقابل 1.63 مليار دولار أمريكي.
وسط جائحة COVID-19 في عام 2020، يُنظر إلى أحد عقاقير Fujifilm Toyama Chemical، مثل فافيبيرافير، وهو مضاد للفيروسات يُدعى تجاريًا باسم Avigan، كعلاج محتمل للفيروس  بعد الموافقة عليها من قبل الصين وروسيا ، والسلطات الإندونيسية بحلول يونيو 2020.
في يونيو 2020 ، أعلنت شركة Fujifilm عن استثمار 928 مليون دولار أمريكي في منشأة إنتاج المستحضرات الدوائية الحيوية القائمة في الدنمارك، والتي استحوذت عليها من بيوجن آيدك قبل عام مقابل حوالي 890 مليون دولار أمريكي، لمضاعفة القدرة التصنيعية.

## وصلات خارجية
- موقع فوجي فيلم العالمية

لا توجد روابط لمواقع التواصل الاجتماعي.